# Stade Henri Desgrange
Stade Henri Desgrange – stadion znajdujący się w La Roche-sur-Yon służący do rozgrywania meczów piłki nożnej oraz rugby union.
Stadion jest domowym obiektem piłkarskiego klubu La Roche VF. W czerwcu 2013 roku odbyły się na nim mecze mistrzostw świata juniorów w rugby union.
Stadion ma pojemność 9000 widzów. W 2003 roku kosztem 8,2 miliona euro zbudowano nową stumetrową trybunę z 4400 miejscami siedzącymi oraz lożami. Pod nią mieszczą się szatnie, pomieszczenia klubowe i prasowe. Druga trybuna posiada natomiast 600 miejsc siedzących.